# 日本万国博覧会記念機構
独立行政法人日本万国博覧会記念機構（にっぽんばんこくはくらんかいきねんきこう）はかつて存在した財務省所管の独立行政法人である。日本万国博覧会跡地の万博記念公園（大阪府吹田市）の管理を主な目的としていた。

## 概要
1970年の日本万国博覧会終了後、「日本万国博覧会記念協会法」（昭和46年法律第94号）に基づき、1971年9月1日に大蔵省（現・財務省）の認可法人日本万国博覧会記念協会として設立された。「日本万博博覧会記念協会法」第1条には、協会の設立目的が「日本万国博覧会の跡地を一体として保有し、これを緑に包まれた文化公園として整備し、その適切な運営を行なうとともに、日本万国博覧会記念基金を設けてこれを管理する等の事業を行ない、もつて同博覧会の成功を記念すること」とうたわれている。遊園地「エキスポランド」の運営は株式会社エキスポランドに委託していた。
国が協会を設立して万博記念公園を管理した理由については、大阪府が取得した会場用地につき、管理費等の負担の点から府が公園化の方針を掲げた国に買い取りを要請したのではないかと2013年に報じられている。
2003年に「独立行政法人日本万国博覧会記念機構法」（平成14年法律第125号）により日本万国博覧会記念協会を解散して独立行政法人日本万国博覧会記念機構に改組し、協会時代から引き続いて跡地の管理運営を行う公園事業と日本万国博覧会記念基金を管理運用する基金事業を行った。
しかし、第1次安倍内閣は、2007年に独立行政法人改革の一環として、公園の管理業務を大阪府に移すことを閣議決定した。同じ年の5月にエキスポランドでジェットコースター事故が起こり、休園を経て2009年2月に閉園、運営会社の株式会社エキスポランドも同月に破産した（エキスポランドの歴史を参照）。記念公園の来場者は閉園前の年間450万人から100万人減少したという。
「独立行政法人日本万国博覧会記念機構法を廃止する法律」（平成25年法律第19号）に基づき、2014年4月1日に解散した。基金事業は公益財団法人関西・大阪21世紀協会が、公園事業は大阪府がそれぞれ承継した。